# Фитцен
Фитцен (нем. Fitzen) — община в Германии, в земле Шлезвиг-Гольштейн. 
Входит в состав района Герцогство Лауэнбург. Подчиняется управлению Бюхен.  Население составляет 370 человек (на 31 декабря 2010 года). Занимает площадь 9,11 км².